# Mucrotoma leuca
Mucrotoma leuca är en urinsektsart som beskrevs av Rapoport och P.P. Rubio 1963. Mucrotoma leuca ingår i släktet Mucrotoma och familjen Isotomidae. Inga underarter finns listade i Catalogue of Life.